# Le Blue Wall
Le Blue Wall est une association loi de 1901, créée le 19 septembre 2021 par des supporters de la KCorp. Ils encouragent et soutiennent le club d’esport Karmine Corp.
L'association compte aujourd'hui de nombreux adhérents, principalement en France mais également issus de pays étrangers. Elle organise de nombreux évènements telles que des déplacements (en France ou en Europe) ou des Viewing Party.

## Histoire
À la suite de la création de la Karmine Corp et des premiers résultats encourageants, de nombreux fans, à travers les yeux de Kameto (un des fondateurs de l'équipe), ont commencé à les supporters. Un petit groupe de supporter en particulier, ont formé un groupe puis rapidement l’ont transformé en association.
Le 19 septembre 2021, une association loi de 1901 est co-fondée par 5 personnes, sous le nom Le Blue Wall (en français « Le Mur Bleu ») en référence aux couleurs de la KCorp et des tifos bleu des supporters lors des premiers évènements,. Leur raison sociale est  « de supporter la structure d’e-sport KARMINE CORP et le rayonnement de l’e-sport dans sa globalité, mettre en place des déplacements, créer du contenu et plus généralement toutes opérations, pouvant se rattacher directement ou indirectement à l’objet social ou susceptibles d’en faciliter l’extension ou le développement ».
Définis comme des ultras, Le Blue Wall est une association de supporters d’esport, tout comme les Golden Hornets quelques années plus tôt, qui reprend les différents codes des KOP de sports traditionnelles telles que les écharpes, tambours, déplacements, chants...
Le Blue Wall organise son premier déplacement lors d’un match de gala à Barcelone contre KOI sur LOL.
Le 13 mai 2024, l’association annonce un boycott complet des événements du jeu League of Legends lors de la League of Legends European Championship (LEC) en raison de "série de mesures de sécurité excessives et des restrictions injustifiées". C’est la première association de supporters d’esport qui adopte une position aussi catégorique envers une institution (ici Riot Games).
Le 26 aout 2024, grâce à ses nombreux supporters dont Le Blue Wall, la KCorp annonce s’installer dans son propre stade, aux Arènes d'Évry-Courcouronnes.
Le 29 octobre 2024, à travers un communiqué, Le Blue Wall dénonce, en même temps que d'autres associations de supporters, les restrictions de la société d’évènementiel Blast sur les compétions du jeu Rocket League.